# تائو
تائو یا دائو (‎/taʊ/‎، ‎/daʊ/‎; چینی: 道; پین‌یین: ) در فرهنگ چینی به‌معنای «راه» و «مسیر» و گاهی نیز به‌معنای «دُکترین» و «اصول» است. بر پایهٔ متونِ سُنتیِ فلسفهٔ چین، تائو شناختِ بی واسطهٔ زندگی است. راهی است که پیروانِ تائویسم باید در آن حرکت کنند.

## توصیفات

با گوا، نمادی که معمولاً برای نشان دادنِ تائو استفاده می‌شود.

واژهٔ تائو (道) دارای تنوعِ معانی در هر دو زبانِ باستانی و مدرنِ چینی است. گذشته از استفادهٔ عامِ آن به معنیِ جاده، راه، مسیر، اصل و .. ، این واژه دارای مفاهیمِ متفاوت و گاهی گیج کننده در زمینه‌های استعاری، فلسفی و مذهبی است.

### با گوآ
باگوآ یا پاکوآ، با معنی لغوی «هشت نماد»، عبارت است از هشت سه‌خطی که در کیهان‌شناسی تائو برای بیان حقایق با هشت مفهوم مرتبط با هم بکار گرفته می‌شود. هر کدام از این هشت نماد شامل سه خط است که هر کدام می‌تواند خط کامل به عنوان یانگ یا خط شکسته به عنوان یین باشد. به خاطر ساختارشان در انگلیسی آنها را با نام سه‌خطی (trigram) می‌شناسند.
سه‌خطی‌ها مربوط به فلسفه تای‌جی، تای چی چوان و وو ژینگ یا «پنج عنصر» هستند. رابطه میان این سه‌خطی‌ها را به دو گونه نشان می‌دهند: روش بسیار کهن (先天八卦) که با نام‌های «بهشت پیشین» یا باگوآی فوژی (伏羲八卦) هم شناخته می‌شود و دیگری روش آشکارشده (後天八卦) که با نام‌های «بهشت پسین» یا باگوآی شاه ون هم شناخته می‌شود. سه‌خطی‌ها در نجوم، طالع‌بینی، جغرافی، کالبدشناسی و موارد دیگر هم کاربرد دارد.

### دِ
دِ (德 به‌معنایِ قدرت، فضیلت، صداقت) اصطلاحی عام برای اشاره به پایبندیِ شخص به تائو است. «دِ» به یک زندگیِ فعالانه و رشدِ تائو در یک رهرو تأکید دارد.